# 5196 Бустеллі
5196 Бустеллі (5196 Bustelli) — астероїд головного поясу, відкритий 30 вересня 1973 року.
Тіссеранів параметр щодо Юпітера — 3,316.